# Angeles del Infierno (banda)
Ángeles del Infierno es una banda española de heavy metal fundada en Lasarte, Guipúzcoa, España en 1978 por el guitarrista Robert Álvarez y el bajista Santi Rubio. Son considerados junto a otras bandas como Barón Rojo y Obús, uno de los máximos exponentes del heavy metal en español de los 80´.

## Historia

### Los primeros pasos de Angeles
Angeles del Infierno surge en Lasarte-Oria, Guipúzcoa, localidad natal de la banda.
Robert había vivido 10 años en Suiza, donde había formado una banda llamada The Flood. Ya en el País Vasco, el guitarrista conoció a Santi, después de algunos cambios la formación fue la compuesta por Robert Álvarez (Guitarra solista), Santi Rubio (Bajo), Manu García (guitarra rítmica) y el Batería Iñaki Munita. Juan Gallardo se estableció como vocalista a comienzos de 1982 y se decidió cambiar el nombre del grupo por el definitivo de Angeles del Infierno. La mayoría de los temas los compusieron Juan Gallardo y Robert Álvarez.

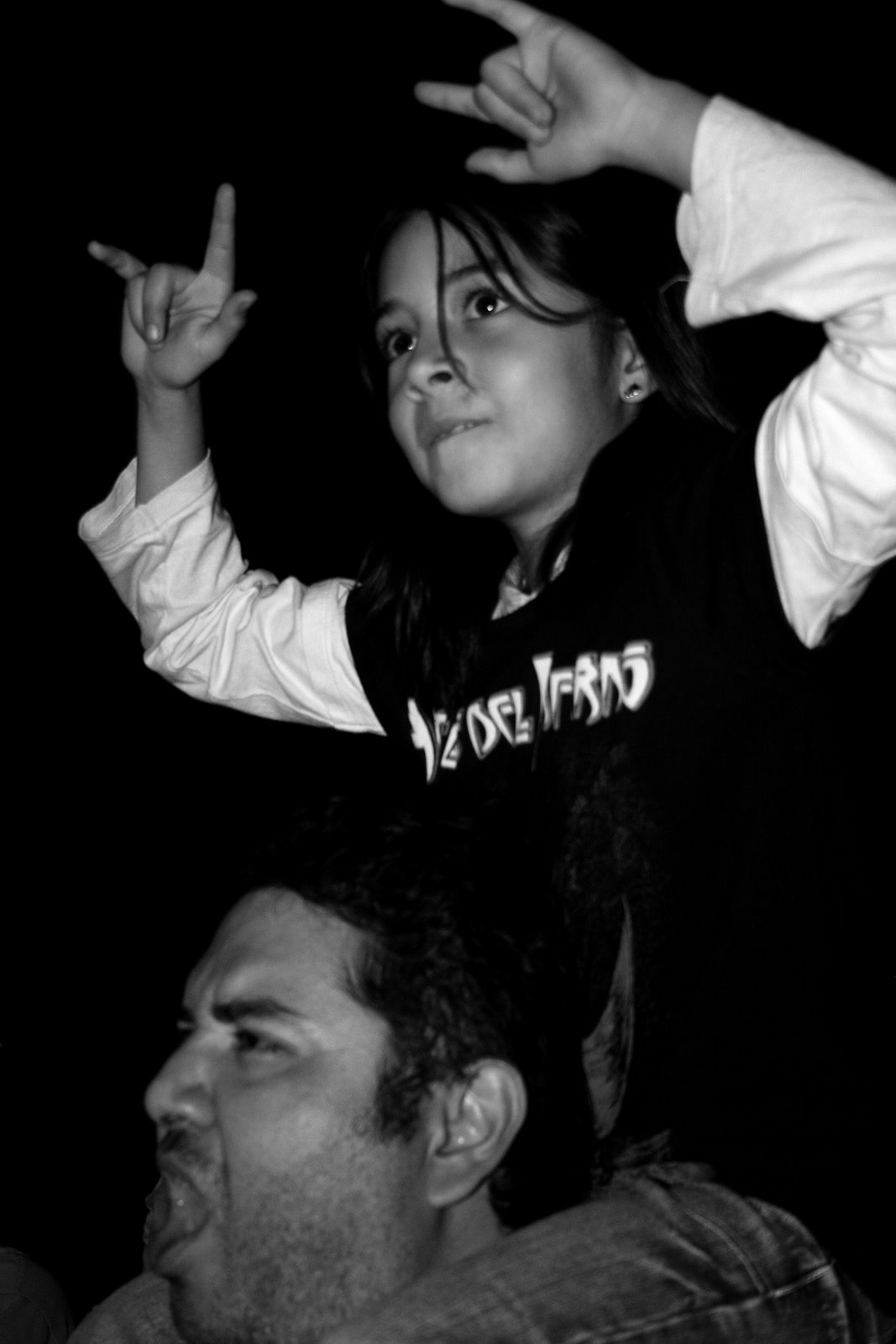
Una niña es cargada por su padre en un concierto, Chiapas, México

### Los conciertos de los Angeles
Angeles del Infierno teloneó a bandas como AC/DC, Motörhead en noviembre de 1982 (Palacio de los Deportes de Bilbao) y Saxon en abril de 1983 (Velódromo de Anoeta), y participó en el Festival de Mazarrock celebrado en 1983. A partir de ese momento se hizo cargo de ellos el mánager Jesús Caja.

### El fichaje de Warner
La banda firmó con la multinacional WEA. Con respecto al primer álbum, este ya había sido grabado con anterioridad a su fichaje por la multinacional Warner. Todo el trabajo previo se había desarrollado en los Estudios Mediterráneo de Ibiza.

### Pacto con el diablo
Se calcula que las cifras del álbum Pacto con el diablo superan las 10 mil copias en todo el mundo según la RIAA.[cita requerida] Es un disco con influencias del heavy metal inglés.

### Diabolicca
La grabación de la placa Diabolicca repitió créditos en los Estudios Mediterráneo, de la mano del mismo equipo que el primer álbum. Tiene, al igual que el disco anterior, mucha carga del heavy metal clásico.
"Mariskal" Diego Romero y Dennis Herman volvieron a orientar a la banda en su camino hacia el Heavy metal.

### Todos somos Angeles
En 2003, la banda se reunió y firmó con Botina Bros, para lanzar su sexto disco de estudio después de 8 años de receso, titulado Todos somos Angeles de donde se desprenden los sencillos "Cae la noche" y "Todos somos ángeles". Caracterizado además por mezclar varios estilos musicales dentro del heavy metal y el hard rock; hay elementos techno industriales en la introducción, incorporación de ritmo "nü metal" (con toques de rap en la entonación), algunas incursiones en guitarras acústicas, un cover a la clásica canción "El Rey" del cantautor mexicano José Alfredo Jiménez, con tintes punk.

## Miembros

### Miembros actuales
- Juan - voz (1982)
- Robert - guitarra líder (1978)
- Foley - guitarra rítmica (2000)
- Alex - bajo (2018)
- Eddie - teclado (2010)
- Gerardo - batería (1997)

|            |
| Juan - Voz |

|                    |
| Robert - Guitarras |

|                   |
| Foley - Guitarras |

|             |
| Alex - Bajo |

|                  |
| Eddie - Teclados |

|                  |
| Gerard - Batería |

## Discografía

### Discos de estudio
| Año  | Título              |
| ---- | ------------------- |
| 1984 | Pacto con el Diablo |
| 1985 | Diabolicca          |
| 1986 | Joven para morir    |
| 1989 | 666                 |
| 1993 | A cara o cruz       |
| 2003 | Todos somos ángeles |

### Recopilatorios
| Año  | Título                                      |
| ---- | ------------------------------------------- |
| 1987 | Lo mejor de...                              |
| 1996 | Lo mejor de Angeles del Infierno: 1984-1993 |
| 1998 | Éxitos diabólicos                           |
| 2002 | Discografía 1984-1993                       |
| 2011 | 20 grandes éxitos                           |

### Box-Set
| Año  | Título                                 |
| ---- | -------------------------------------- |
| 2002 | Discografía 1984-1993                  |
| 2007 | 20 años de Rock & Roll en la carretera |
| 2014 | Original Album Series                  |

### Mini LP
| Año  | Título          |
| ---- | --------------- |
| 1986 | Instinto animal |

### Álbumes de tributo
| Año  | Título                   |
| ---- | ------------------------ |
| 2007 | Tributo desde Valladolid |
| 2008 | Un ángel de culto        |
| 2009 | Unidos por el rock       |

### Sencillos
| Año  | Título                      | Lado A                          | Lado B                      |
| ---- | --------------------------- | ------------------------------- | --------------------------- |
| 1984 | «Maldito sea tu nombre»     | «Maldito sea tu nombre»         | «Heavy rock»                |
| 1984 | «Rocker»                    | «Rocker»                        | «Sombras en la oscuridad»   |
| 1984 | «Unidos por el rock»        | «Unidos por el rock»            | «Ángel del Infierno»        |
| 1985 | «Con las botas puestas»     | «Con las botas puestas»         | «Vivo o muerto»             |
| 1985 | «Fuera de la ley»           | «Fuera de la ley»               | «No pares»                  |
| 1985 | «Al otro lado del silencio» | «Al otro lado del silencio»     | «Prisionero»                |
| 1986 | «Joven para morir»          | «Joven para morir»              | «Loco de atar»              |
| 1986 | «Pensando en ti»            | «Pensando en ti»                | «No te dejes vencer»        |
| 1986 | «Todo lo que quiero»        | «Todo lo que quiero»            | «No quiero vivir sin ti»    |
| 1988 | «666»                       | «666»                           | «Hoy por ti, mañana por mí» |
| 1988 | «Todo marcha bien»          | «Todo marcha bien»              | «No me cuentes problemas»   |
| 1988 | «Si tú no estás aquí»       | «Si tú no estás aquí»           | «Estamos todos locos»       |
| 1993 | «A cara o cruz»             | «A cara o cruz»                 | «A cara o cruz»             |
| 1993 | «Sexo en exceso»            | «Sexo en exceso (Introducción)» | «Sexo en exceso»            |
| 1993 | «Jugando al amor»           | «Jugando al amor»               | N/A                         |
| 2003 | «Cae la noche»              | «Cae la noche»                  | N/A                         |
| 2003 | «Todos somos ángeles»       | «Todos somos ángeles»           | N/A                         |

### Bootlegs
| Año  | Título                    | Localidad                      | Tipo  |
| ---- | ------------------------- | ------------------------------ | ----- |
| 1984 | Valencia '84              | Valencia, España               | Audio |
| 1990 | 666 México tour           | México                         | Audio |
| 1994 | A cara o cruz tour        | Santa María del Páramo, España | Video |
| 1995 | México '95                | México, D. F.                  | Video |
| 1996 | En vivo en Guadalajara    | Guadalajara, México            | Video |
| 2000 | En vivo en Guadalajara II | Guadalajara, México            | Video |
| 2006 | Metalway Gernika 2006     | Guernica y Luno, España        | Audio |
| 2010 | Quito en Llamas 2010      | Quito, Ecuador                 | Audio |

### Otras grabaciones
| Año  | Album                | Tema        | Detalles                                                                               |
| ---- | -------------------- | ----------- | -------------------------------------------------------------------------------------- |
| 1982 | «Guipúzcoa star '82» | Rock & Roll | LP con los mejores 15 grupos de la provincia Vasca, convocados para grabar este álbum. |

## Recepción
La revista norteamericana "Al Borde" en diciembre de 2006 elaboró una lista de los 250 LP más influyentes en la música pop-rock latinoamericana incluyendo el disco "Pacto con el Diablo" en la posición 101.
La revista "Rolling Stone (México)" posicionó la canción "Maldito Sea Tu Nombre" del álbum "Pacto con el diablo" de 1984, entre una de las 50 mejores canciones de metal de todos los tiempos.